# Surendra Kumar Sinha
Surendra Kumar Sinha né le 1er décembre 1951 à Sylhet, au Bengale oriental, dans le dominion du Pakistan, est un avocat et juriste bangladais qui a été le 21e juge en chef du Bangladesh, Il a démissionné de son poste en novembre 2017 au milieu de la controverse sur le verdict du 16e amendement.

## Jeunesse et éducation
Sinha est né en 1951 dans le village actuel de Tilakpur à Kamalganj, dans le district de Moulvibazar, c'est le fils de Bishnupriya Manipuri, Lalit Mohan Sinha et Dhanabati Sinha. Il a obtenu son bachelor of laws en 1974 à l'École de droit Sylhet.

## Carrière
Sinha s'est inscrit comme avocat au tribunal de district de Sylhet en 1974 et a pratiqué dans ce tribunal sous la direction de deux avocats civils et criminels et a mené des sessions de procès de manière indépendante jusqu'à la fin de 1977. Il a obtenu l'autorisation d'exercer devant la Haute Cour et la Division d'Appel de la Cour suprême du Bangladesh en 1978 et 1990 respectivement.
M. Sinha a été élevé au rang de juge à la Haute Cour le 24 octobre 1999. Le 16 juillet 2009, il a été nommé juge à la chambre d'appel de la Cour suprême du Bangladesh. Il a assumé les fonctions de président de la Commission des services judiciaires du Bangladesh en juin 2011 et de juge en chef le 17 janvier 2015.
Sinha a participé à plusieurs conférences sur les affaires judiciaires. Il est connu pour un certain nombre de jugements très médiatisés, notamment sur l'assassinat de l'ancien président Sheikh Mujibur Rahman et les 5e et 13e amendements à la Constitution du Bangladesh.

### Verdict du16eamendement
Le 16e amendement de la Constitution du Bangladesh a été adopté par le Parlement le 17 septembre 2014. Il donnerait à la Jatiya Sangsad (le parlement bangadlais) le pouvoir de révoquer les juges si des allégations d'incapacité ou de faute professionnelle à leur encontre sont prouvées. Le 5 mai 2016, un tribunal spécial de la Haute Cour a déclaré l'amendement illégal et inconstitutionnel,. Le 4 janvier 2017, le gouvernement a contesté le verdict en interjetant appel auprès de la chambre d'appel et, le 3 juillet, un tribunal de la Cour suprême composé de sept membres et dirigé par Sinha a rejeté à l'unanimité l'appel en faveur du verdict de la Haute Cour,. À la suite du verdict rendu le 1er août, le Premier ministre et les hauts ministres ont publiquement critiqué Sinha pour cette décision. Le 13 septembre, la Jatiya Sangsad a adopté une résolution demandant des mesures juridiques pour annuler le verdict de la Cour suprême.

### Répercussions
Sinha a pris un mois de congé le 3 octobre 2017. et s'est rendu en Australie le 13 octobre. Le juge Abdul Wahhab Miya a été nommé pour remplir les fonctions de juge en chef en l'absence de Sinha. Plus tôt, le ministre de la Justice Anisul Huq a dit que Sinha avait pris un congé pour se faire soigner parce qu'il souffrait d'un cancer. Sinha a par la suite nié cette affirmation. Le porte-parole du Parti nationaliste du Bangladesh a affirmé que Sinha avait été contraint de partir.
Le 14 octobre, un jour après le départ de Sinha du pays, la Cour suprême a publié une déclaration citant onze chefs d'accusation contre lui, dont blanchiment d'argent, irrégularités financières, corruption et turpitude morale. Selon la déclaration, le 30 septembre, le Président Abdul Hamid a remis des preuves documentaires de ces allégations à quatre autres juges de la cour d'appel. Il a ajouté qu'après avoir rencontré ces juges, Sinha a soumis sa demande au président le 2 octobre pour un congé d'un mois. Le 10 novembre, il s'est envolé pour le Canada à l'expiration de son congé de 39 jours. Un jour plus tard, il a envoyé sa lettre de démission au président Hamid. Sinha devait prendre sa retraite le 21 janvier 2018.
Le 10 juillet 2019, la commission anti-corruption a poursuivi Sinha et dix autres personnes pour blanchiment d'argent. Un jour plus tard, Sinha a rejeté les allégations contre lui mais a déclaré qu'il ne se défendrait pas devant le tribunal, qu'il n'avait commis aucune faute et que le gouvernement de Sheikh Hasina avait fait un mauvais usage de la loi. Selon un portail canadien d'information en ligne, The Star, Sinha est entré au Canada par Fort Érié à partir des États-Unis le 4 juillet 2019 et a déposé une demande d'asile.

## Vie privée
Sinha est marié avec Sushama Sinha.

## Autobiographie
Sinha a publié son autobiographie « Un rêve brisé : État de droit, droits de l'homme et démocratie » (A Broken Dream: Rule of Law, Human Rights and Democracy) le 19 septembre 2018. Dans le livre, il a donné des récits de première main d'organismes gouvernementaux intimidant les juges pour servir des verdicts en faveur du gouvernement, dirigé par la ligue Awami. Dans une révélation, il allègue que l'agence de renseignement militaire du pays, le Directorate General of Forces Intelligence (DGFI), l'a forcé à quitter le pays et à offrir sa démission. Le porte-parole de la DGFI, le général de brigade Tanveer Mazhar Siddique, a par la suite nié l'allégation en disant : « La DGFI ne menace jamais personne et ne fait jamais rien de tel ».